# Långburk

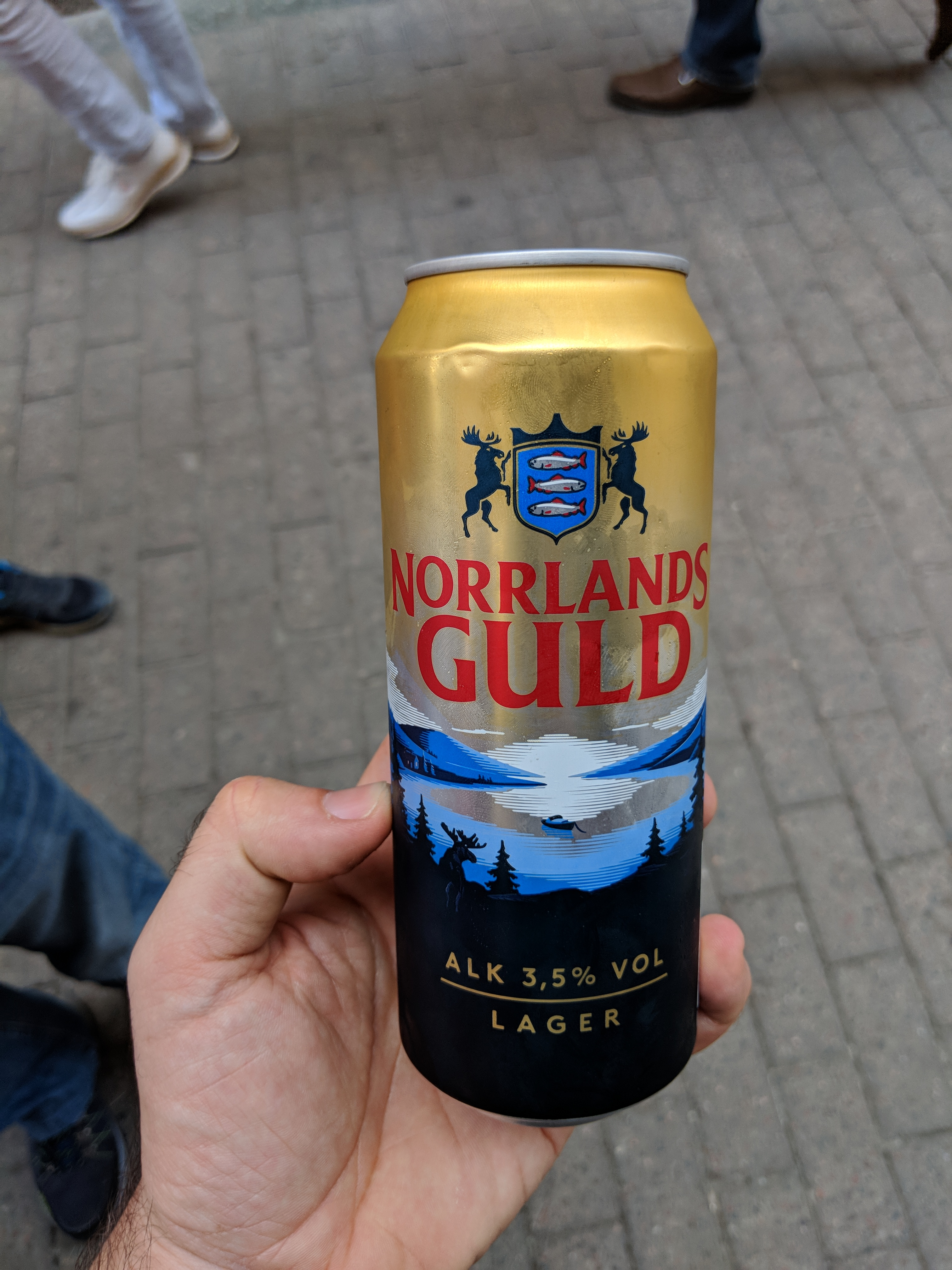
Norrlands Guld på långburk.

Långburk är en informell benämning på alkoholdrycker, ofta öl, som är förpackade i dryckesburkar av aluminium, där burkens volym är 50 cl eller mer. 
Ibland används långburk även som benämning för burkförpackningar som volymmässigt avviker från, men fortfarande är större än, den standardiserade burkvolymen på 33 cl.